# Cha Bum-kun
Cha Bum-kun (pronunție în coreeană [t͡ɕʰabʌmɡɯn]; n. 22 mai 1953, Hwaseong, Coreea de Sud) este un fost fotbalist și antrenor sud-coreean, golgheter al echipa națională de fotbal a Coreei de Sud.

### Meciuri la națională
| Echipa națională de fotbal a Coreei de Sud | Echipa națională de fotbal a Coreei de Sud | Echipa națională de fotbal a Coreei de Sud |
| An                                         | Meciuri                                    | Goluri                                     |
| ------------------------------------------ | ------------------------------------------ | ------------------------------------------ |
| 1972                                       | 21                                         | 7                                          |
| 1973                                       | 17                                         | 7                                          |
| 1974                                       | 13                                         | 2                                          |
| 1975                                       | 15                                         | 9                                          |
| 1976                                       | 14                                         | 11                                         |
| 1977                                       | 24                                         | 14                                         |
| 1978                                       | 14                                         | 5                                          |
| 1979                                       | 0                                          | 0                                          |
| 1980                                       | 0                                          | 0                                          |
| 1981                                       | 0                                          | 0                                          |
| 1982                                       | 0                                          | 0                                          |
| 1983                                       | 0                                          | 0                                          |
| 1984                                       | 0                                          | 0                                          |
| 1985                                       | 0                                          | 0                                          |
| 1986                                       | 3                                          | 0                                          |
| Total                                      | 121                                        | 55                                         |

## Legături externe
- Cha Bum-kun pe site-ul FIFA (arhivat)
- Cha Bum-kun pe site-ul National-Football-Teams.com
- de Cha Bum-kun la fussballdaten.de